# 아바즈 트위스트 타워
아바즈 트위스트 타워(Avaz Twist Tower)는 보스니아 헤르체고비나 사라예보에 있는 초고층 건물이다. 신문사 드네브니 아바즈의 본사 건물이다. 2006년에 시작되어 2008년에 완공되었다. 이 타워는 비틀어진 외관으로 유명하며, 보스니아 헤르체고비나에서 가장 높은 건물이다.